# Ministrowie finansów Danii

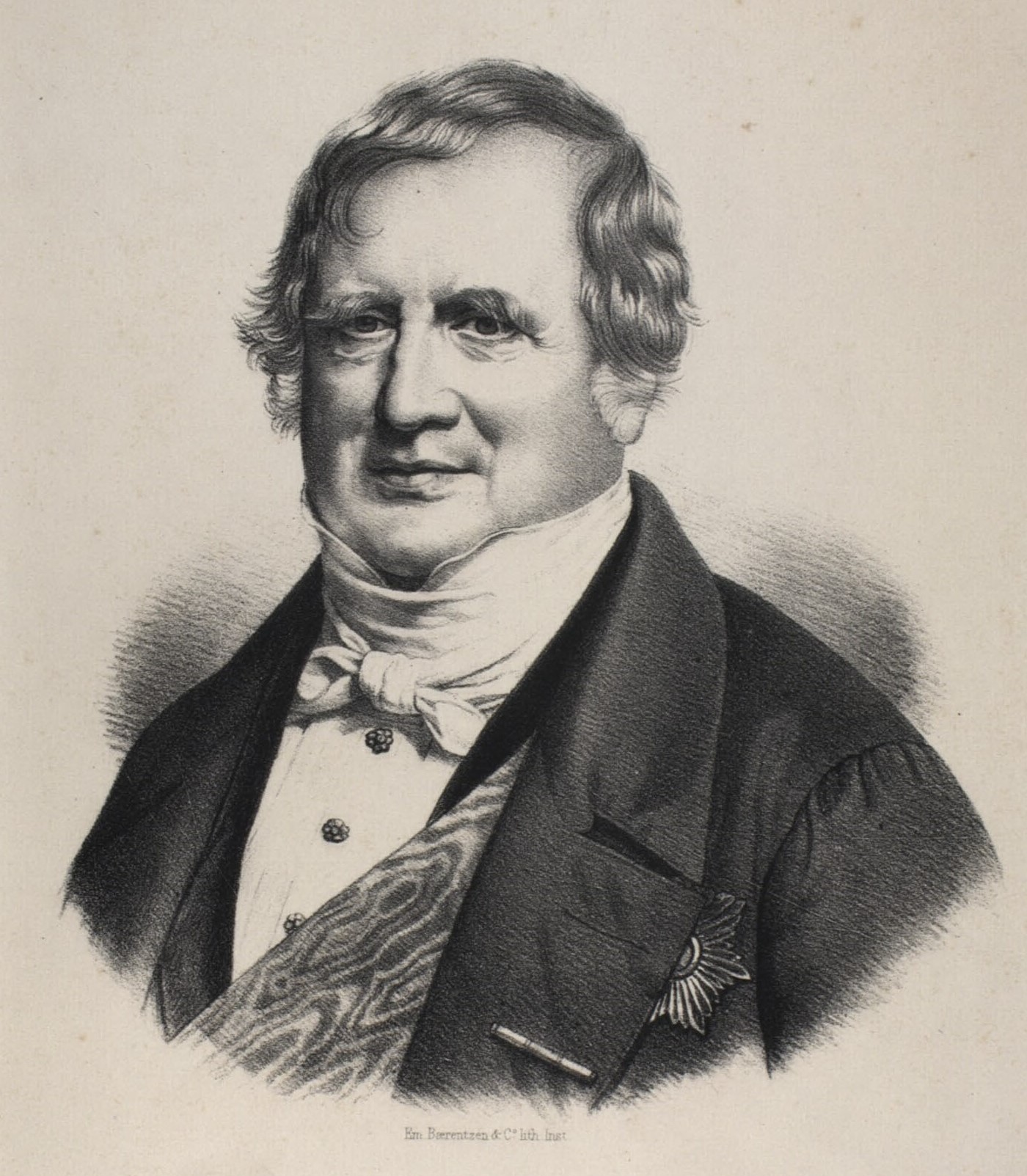
Adam Wilhelm Moltke

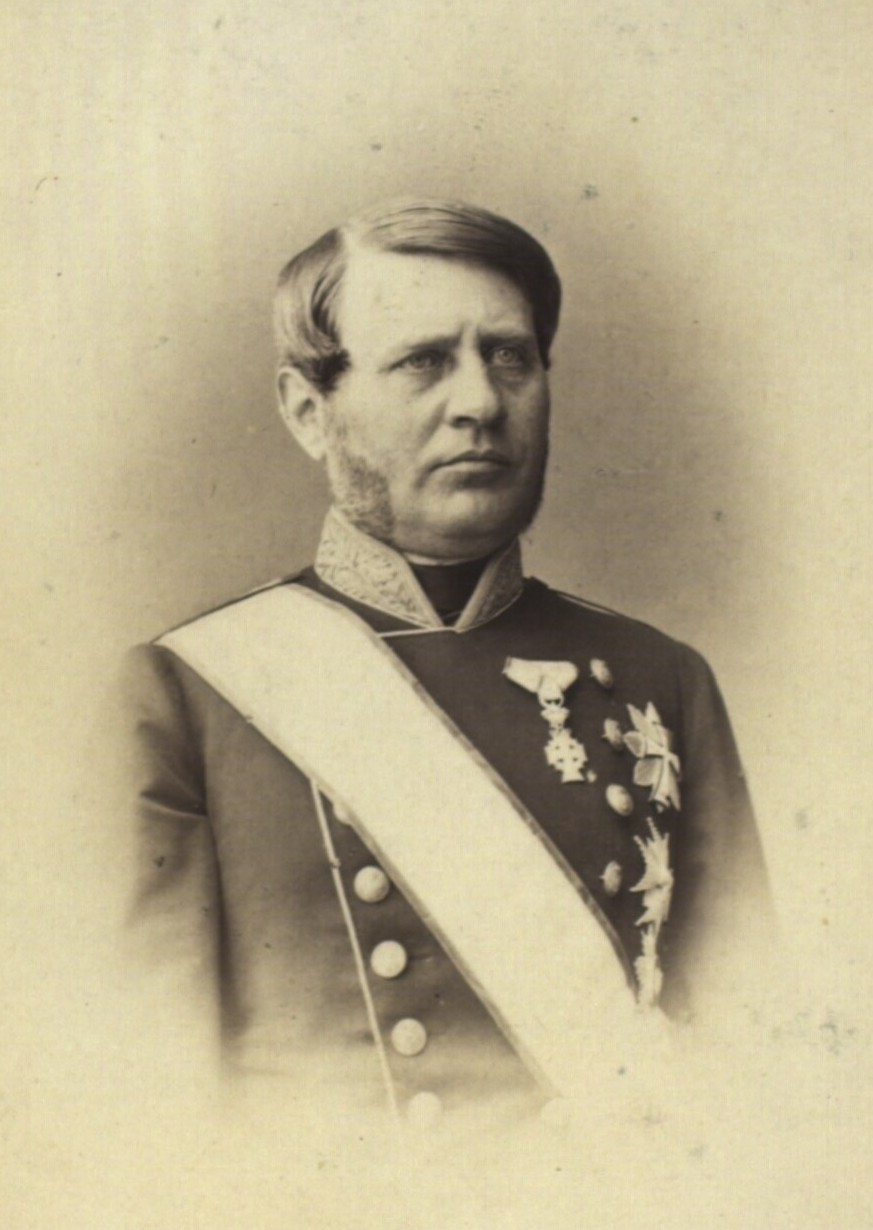
Wilhelm Sponneck

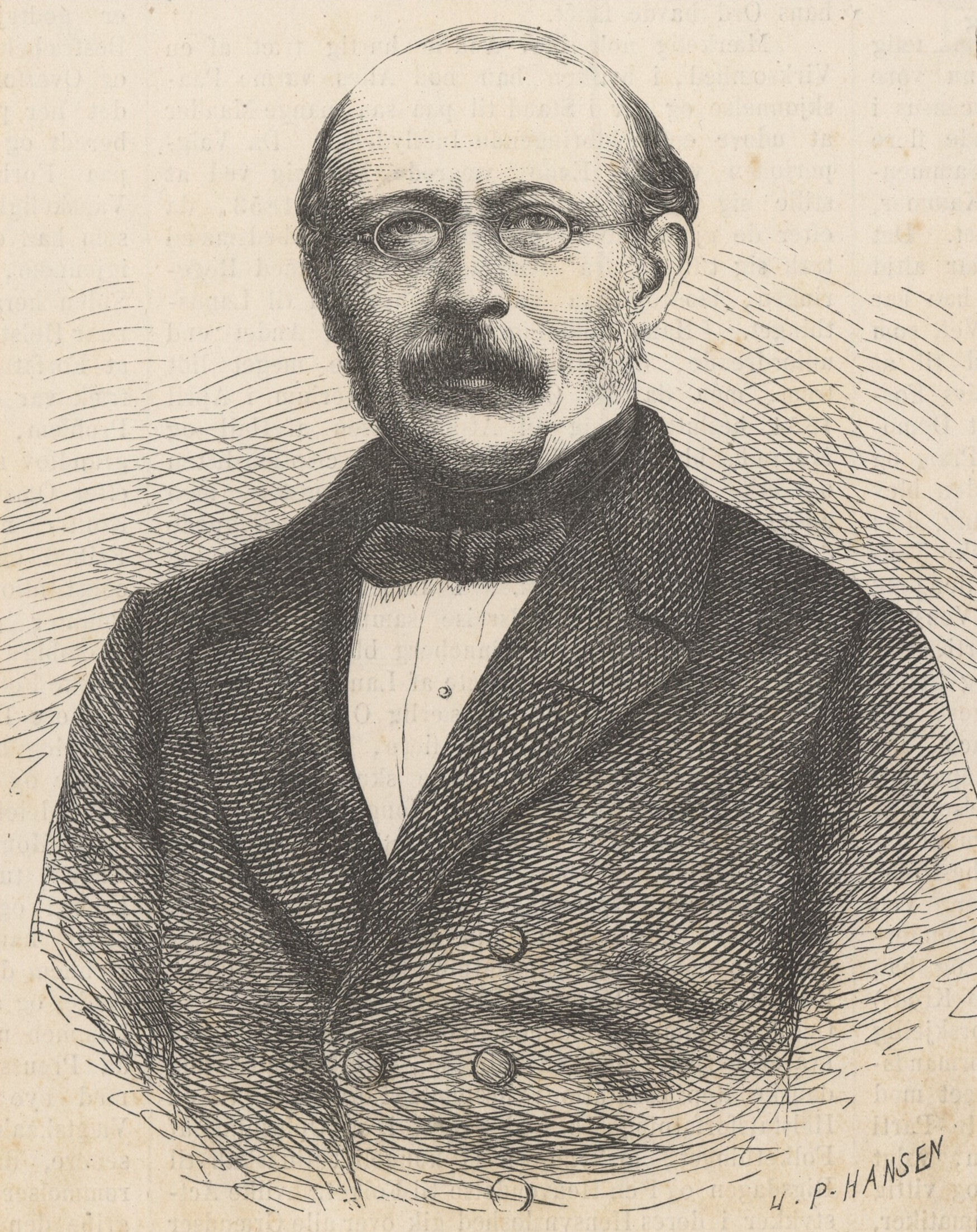
Carl Christoffer Georg Andræ

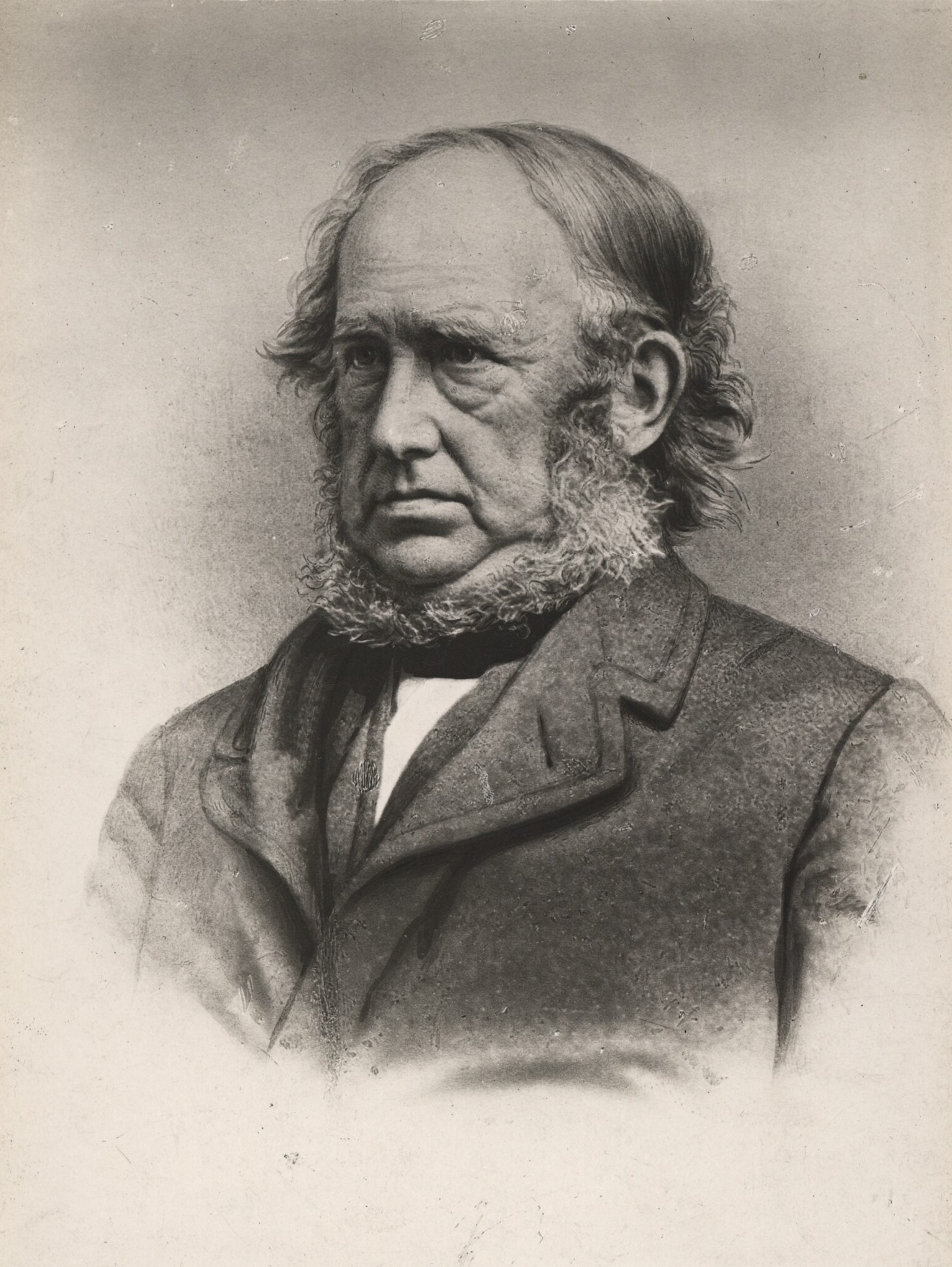
Andreas Frederik Krieger

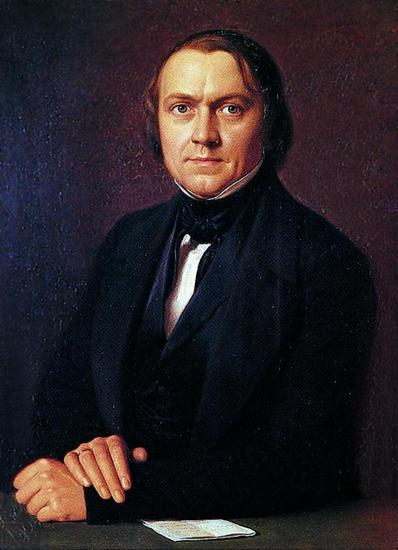
Ditlev Gothard Monrad

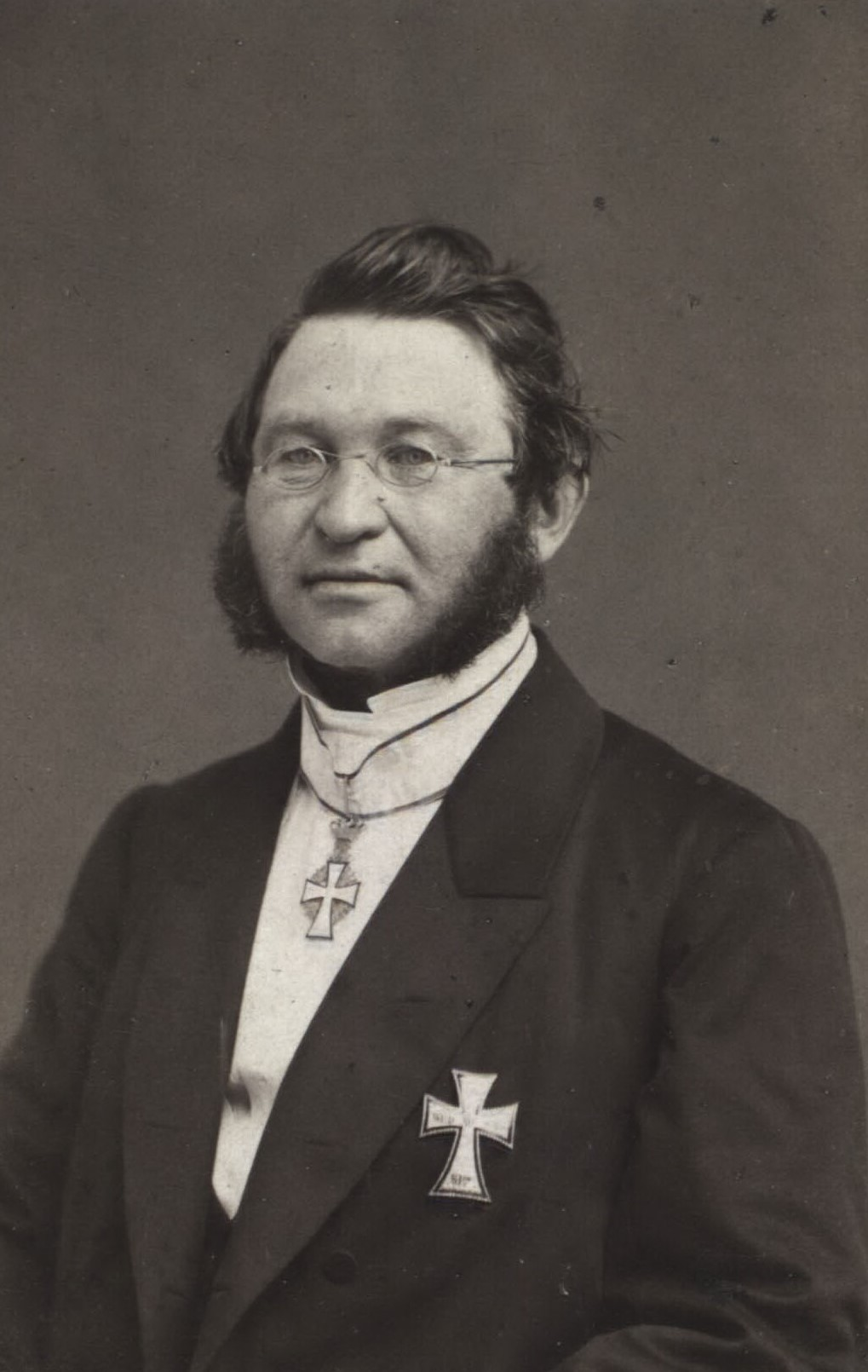
Christen Andreas Fonnesbech

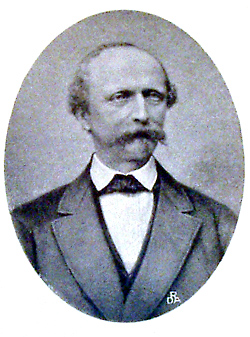
Jacob Brønnum Scavenius Estrup

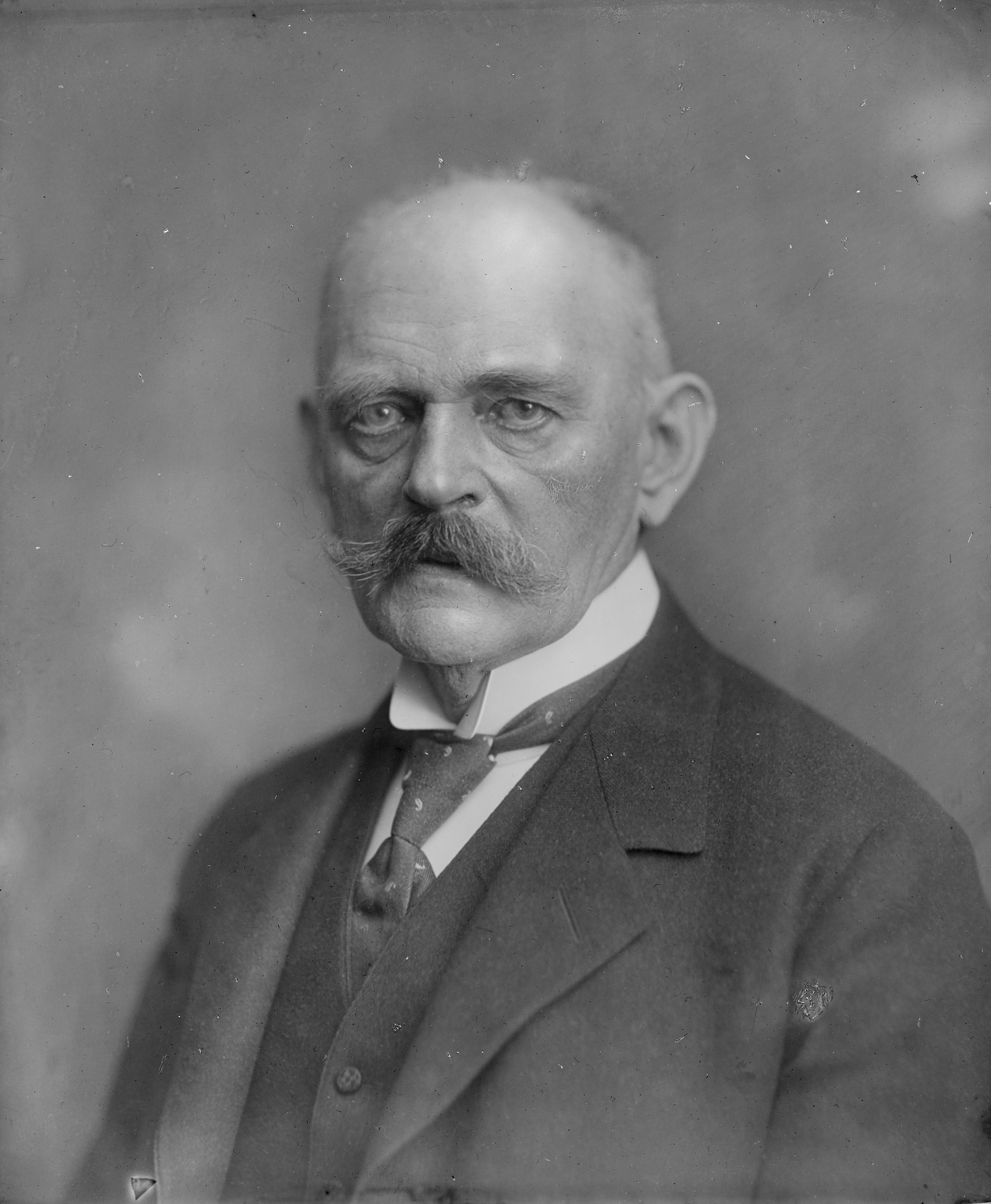
Niels Neergaard

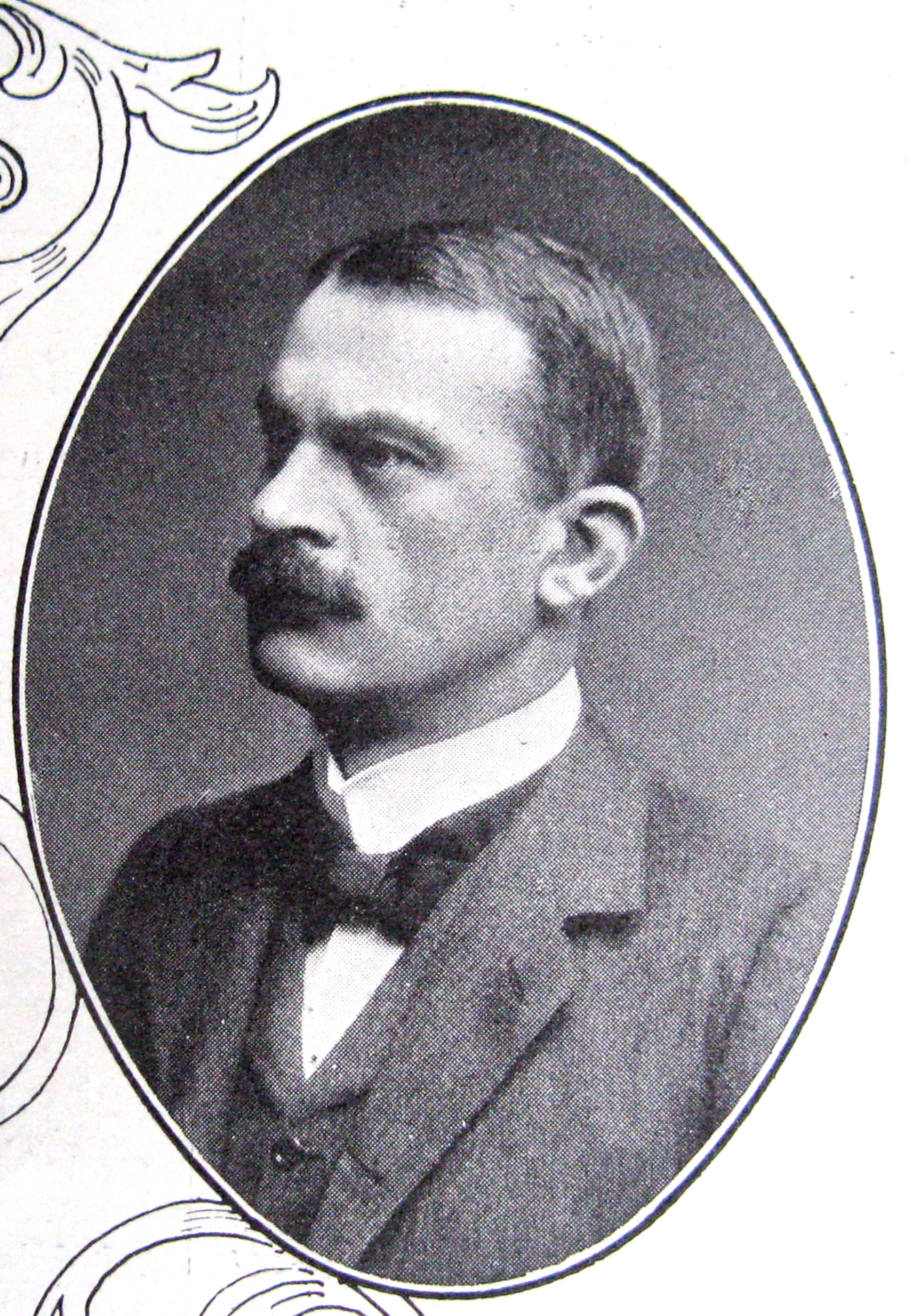
Charles Brun (ur. 1866)

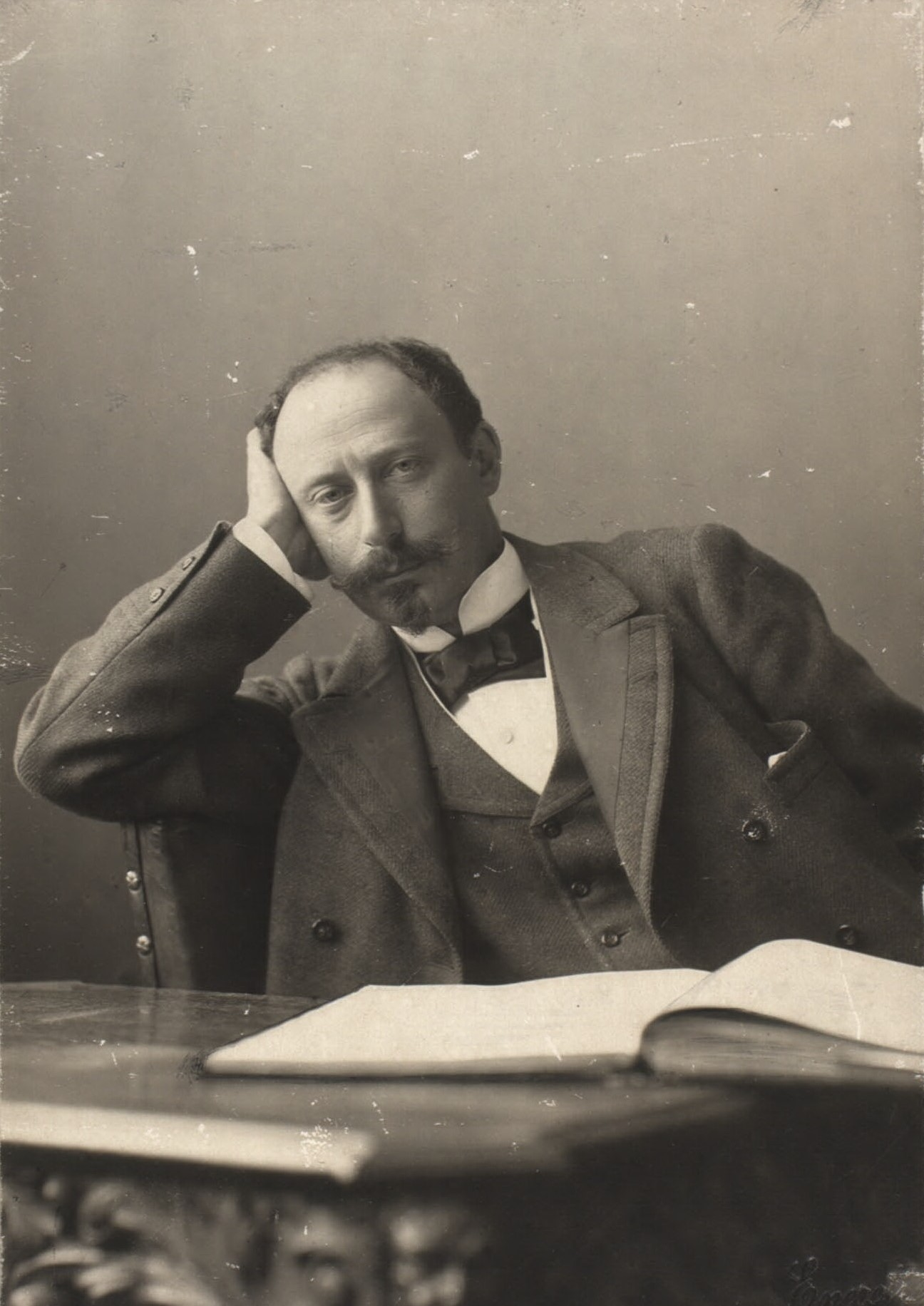
Edvard Brandes

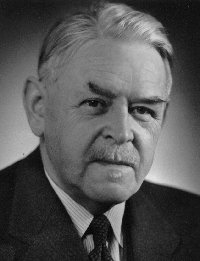
Vilhelm Buhl

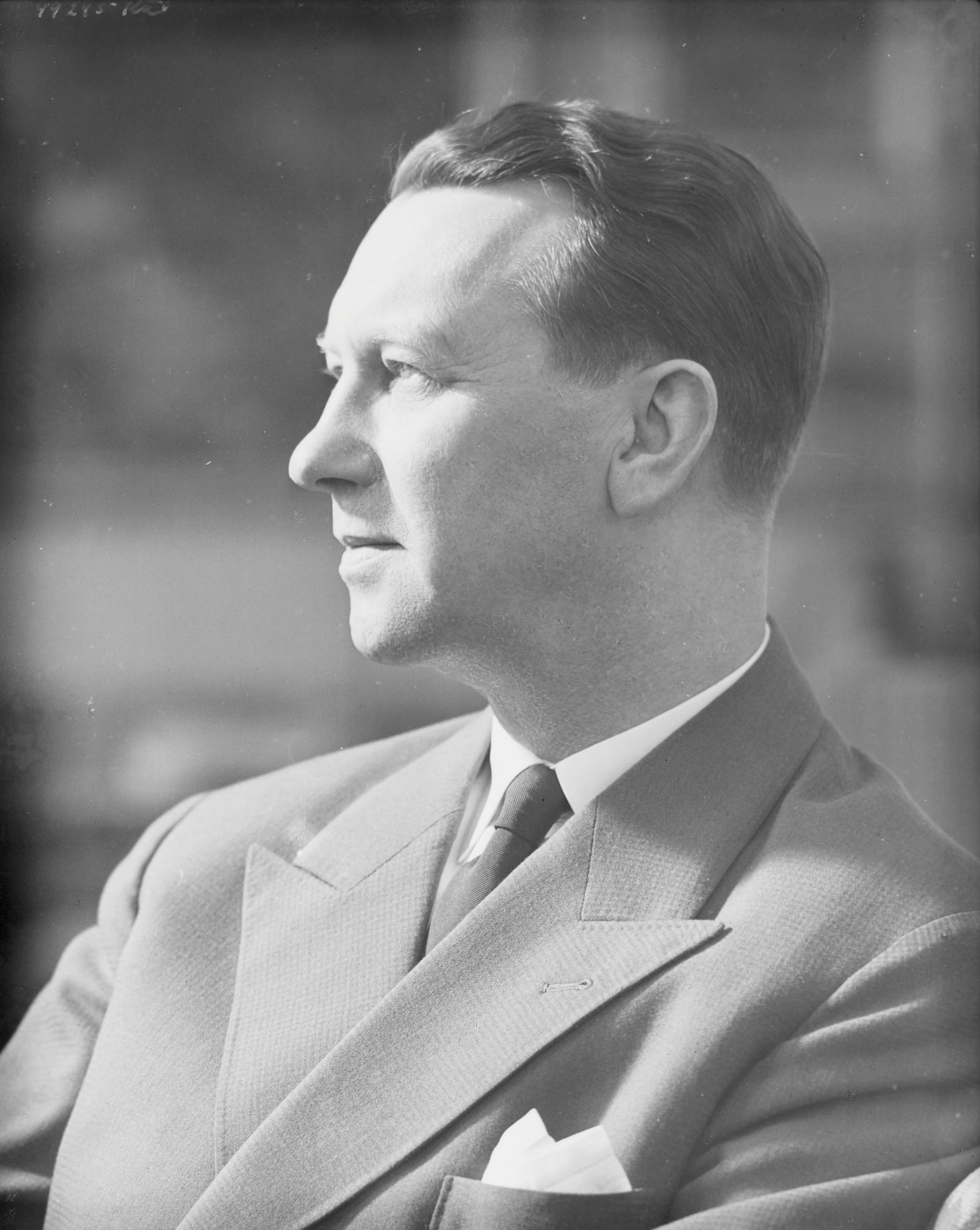
Hans Christian Hansen

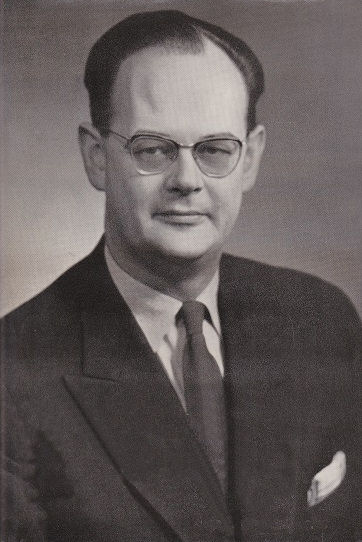
Viggo Kampmann

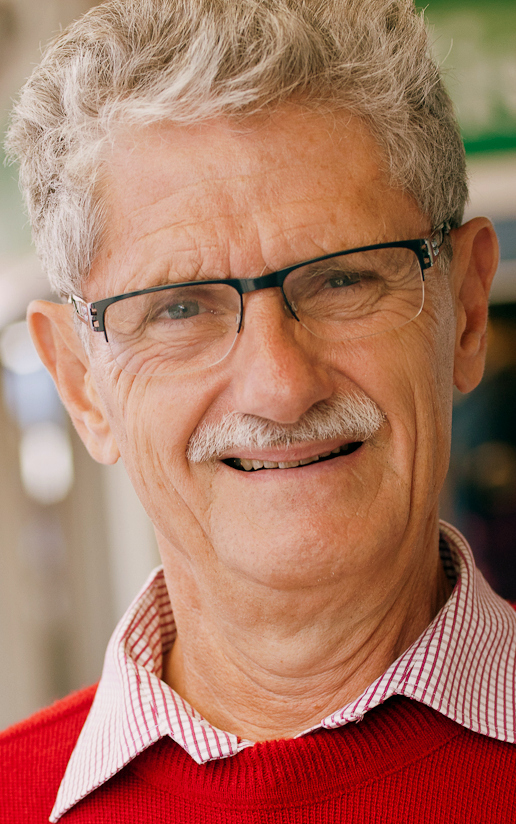
Mogens Lykketoft

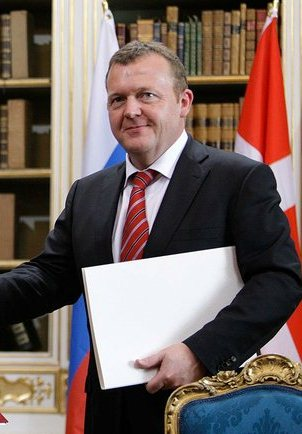
Lars Løkke Rasmussen

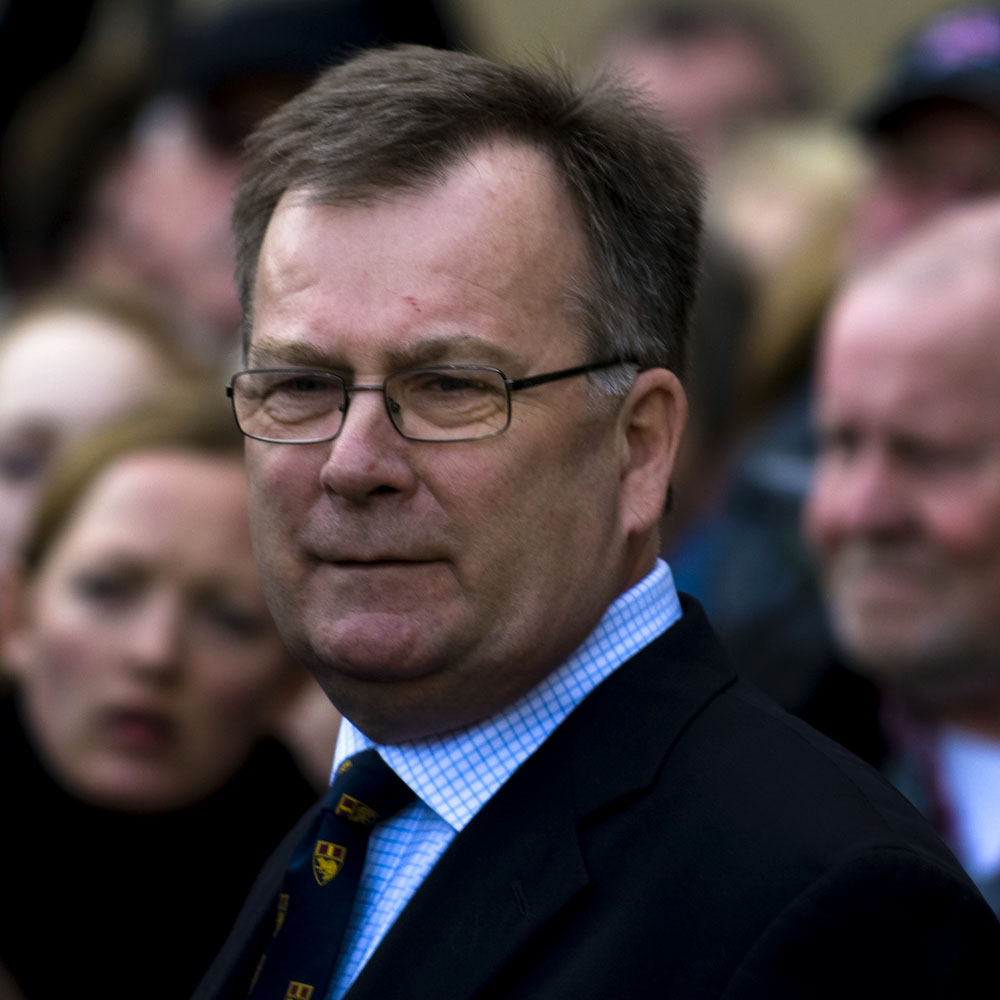
Claus Hjort Frederiksen

## Lista duńskich ministrów finansów (od 1848)
| Od                   | Do                   | Minister pracy                                                  | Ur.-Zm.                                                         |
| -------------------- | -------------------- | --------------------------------------------------------------- | --------------------------------------------------------------- |
| 22 marca 1848        | 16 listopada 1848    | Adam Wilhelm Moltke (bezpartyjny)                               | 1785-1864                                                       |
| 16 listopada 1848    | 12 grudnia 1854      | Wilhelm Sponneck (bezpartyjny)                                  | 1815-1888                                                       |
| 12 grudnia 1854      | 10 lipca 1858        | Carl Christoffer Georg Andræ (Narodowa Partia Liberalna)        | 1812-1893                                                       |
| 10 lipca 1858        | 16 maja 1859         | Andreas Frederik Krieger (Narodowa Partia Liberalna)            | 1817-1893                                                       |
| 16 maja 1859         | 2 grudnia 1859       | Carl Emil Fenger (Narodowa Partia Liberalna)                    | 1814-1884                                                       |
| 2 grudnia 1859       | 24 lutego 1860       | Regnar Westenholz (Towarzystwo Przyjaciół Chłopów)              | 1815-1866                                                       |
| 24 lutego 1860       | 31 grudnia 1863      | Carl Emil Fenger (Narodowa Partia Liberalna)                    | 1814-1884                                                       |
| 31 grudnia 1863      | 11 lipca 1864        | Ditlev Gothard Monrad (Narodowa Partia Liberalna)               | 1811-1887                                                       |
| 11 lipca 1864        | 6 listopada 1865     | Christian Nathan David (bezpartyjny)                            | 1793-1874                                                       |
| 6 listopada 1865     | 28 maja 1870         | Christen Andreas Fonnesbech (bezpartyjny)                       | 1817-1880                                                       |
| 28 maja 1870         | 25 marca 1872        | Carl Emil Fenger (Narodowa Partia Liberalna)                    | 1814-1884                                                       |
| 1 lipca 1872         | 20 czerwca 1874      | Andreas Frederik Krieger (Narodowa Partia Liberalna)            | 1817-1893                                                       |
| 14 lipca 1874        | 11 czerwca 1875      | Christen Andreas Fonnesbech (bezpartyjny)                       | 1817-1880                                                       |
| 11 czerwca 1875      | 7 sierpnia 1894      | Jacob Brønnum Scavenius Estrup (Højre)                          | 1825-1913                                                       |
| 7 sierpnia 1894      | 23 maja 1894         | Christian Lüttichau (Højre)                                     | 1832-1915                                                       |
| 23 maja 1897         | 27 kwietnia 1900     | Hugo Egmont Hørring (Konserwatywna Partia Ludowa)               | 1842-1909                                                       |
| 27 kwietnia 1900     | 24 lipca 1901        | William Scharling (Konserwatywna Partia Ludowa)                 | 1837-1911                                                       |
| 24 lipca 1901        | 14 stycznia 1905     | Christopher Friedenreich Hage (Venstre)                         | 1848-1930                                                       |
| 14 stycznia 1904     | 4 czerwca 1908       | Vilhelm Lassen (Venstre)                                        | 1861-1908                                                       |
| 24 lipca 1908        | 12 października 1908 | Niels Neergaard (Venstre)                                       | 1854-1936                                                       |
| 12 października 1908 | 16 sierpnia 1908     | Charles Brun (Venstre)                                          | 1866-1919                                                       |
| 16 sierpnia 1909     | 28 października 1909 | Niels Neergaard (Venstre)                                       | 1854-1936                                                       |
| 28 października 1909 | 5 lipca 1910         | Edvard Brandes (Det Radikale Venstre)                           | 1847-1931                                                       |
| 5 lipca 1910         | 21 czerwca 1913      | Niels Neergaard (Venstre)                                       | 1854-1936                                                       |
| 21 czerwca 1913      | 30 marca 1920        | Edvard Brandes (Det Radikale Venstre)                           | 1847-1931                                                       |
| 30 marca 1920        | 5 kwietnia 1920      | Hans Peter Hjerl Hansen (bezpartyjny)                           | 1870-1946                                                       |
| 5 kwietnia 1920      | 5 maja 1920          | A.M. Koefoed (bezpartyjny)                                      | 1867-1940                                                       |
| 5 maja 1920          | 23 kwietnia 1924     | Niels Neergaard\| (Venstre)                                     | 1854-1936                                                       |
| 23 kwietnia 1924     | 14 grudnia 1926      | Carl Valdemar Bramsnæs (Socialdemokraterne)                     | 1879-1965                                                       |
| 14 grudnia 1926      | 30 kwietnia 1929     | Niels Neergaard (Venstre)                                       | 1854-1936                                                       |
| 30 kwietnia 1929     | 31 maja 1933         | Carl Valdemar Bramsnæs (Socialdemokraterne)                     | 1879-1965                                                       |
| 31 maja 1933         | 20 lipca 1937        | Hans Peter Hansen (Socialdemokraterne)                          | 1872-1953                                                       |
| 20 lipca 1937        | 16 lipca 1942        | Vilhelm Buhl (Socialdemokraterne)                               | 1881-1954                                                       |
| 16 lipca 1942        | 9 listopada 1942     | Alsing Emanuel Andersen (Socialdemokraterne)                    | 1893-1962                                                       |
| 9 listopada 1942     | 29 sierpnia 1943     | Kristian Hansen Kofoed (Det Radikale Venstre)                   | 1879-1951                                                       |
| 29 sierpnia 1943     | 5 maja 1945          | brak duńskiego rządu, zamiast niego funkcjonuje stały sekretarz | brak duńskiego rządu, zamiast niego funkcjonuje stały sekretarz |
| 5 maja 1945          | 7 listopada 1945     | Hans Christian Hansen (Socialdemokraterne)                      | 1906-1960                                                       |
| 7 listopada 1945     | 30 listopada 1947    | Thorkil Kristensen (Venstre)                                    | 1899-1989                                                       |
| 30 listopada 1947    | 16 września 1950     | Hans Christian Hansen (Socialdemokraterne)                      | 1906-1960                                                       |
| 16 września 1950     | 30 października 1950 | Viggo Kampmann (Socialdemokraterne)                             | 1910-1976                                                       |
| 30 października 1950 | 30 września 1953     | Thorkil Kristensen (Venstre)                                    | 1899-1989                                                       |
| 30 września 1953     | 31 marca 1960        | Viggo Kampmann (Socialdemokraterne)                             | 1910-1976                                                       |
| 31 marca 1960        | 7 września 1961      | Kjeld Philip (Det Radikale Venstre)                             | 1912-1989                                                       |
| 7 września 1961      | 4 listopada 1962     | Hans R. Knudsen (Socialdemokraterne)                            | 1903-1962                                                       |
| 15 listopada 1962    | 24 sierpnia 1965     | Poul Hansen (Socialdemokraterne)                                | 1913-1966                                                       |
| 24 sierpnia 1965     | 2 lutego 1968        | Henry Grünbaum (Socialdemokraterne)                             | 1911-2006                                                       |
| 2 lutego 1968        | 17 marca 1971        | Poul Møller (Konserwatywna Partia Ludowa)                       | 1919-1997                                                       |
| 17 marca 1971        | 11 października 1971 | Erik Ninn-Hansen (Konserwatywna Partia Ludowa)                  | 1922-                                                           |
| 11 października 1971 | 19 grudnia 1973      | Henry Grünbaum (Socialdemokraterne)                             | 1911-2006                                                       |
| 19 grudnia 1973      | 3 lutego 1975        | Anders Andersen (Venstre)                                       | 1912-2006                                                       |
| 3 lutego 1975        | 26 października 1979 | Knud Heinesen (Socialdemokraterne)                              | 1932-                                                           |
| 26 października 1979 | 30 grudnia 1981      | Svend Jacobsen (Socialdemokraterne)                             | 1935-                                                           |
| 30 grudnia 1981      | 10 października 1982 | Knud Heinesen (Socialdemokraterne)                              | 1932-                                                           |
| 10 października 1982 | 23 lipca 1984        | Henning Christophersen (Venstre)                                | 1939-                                                           |
| 23 lipca 1984        | 31 października 1989 | Palle Simonsen (Konserwatywna Partia Ludowa)                    | 1933-                                                           |
| 31 października 1989 | 25 stycznia 1993     | Henning Dyremose (Konserwatywna Partia Ludowa)                  | 1945-                                                           |
| 25 stycznia 1993     | 21 grudnia 2000      | Mogens Lykketoft (Socialdemokraterne)                           | 1946-                                                           |
| 21 grudnia 2000      | 27 listopada 2001    | Pia Gjellerup (Socialdemokraterne)                              | 1959-                                                           |
| 27 listopada 2001    | 23 listopada 2007    | Thor Pedersen (Venstre)                                         | 1945-                                                           |
| 23 listopada 2007    | 7 kwietnia 2009      | Lars Løkke Rasmussen (Venstre)                                  | 1964-                                                           |
| 7 kwietnia 2009      | 3 października 2011  | Claus Hjort Frederiksen (Venstre)                               | 1947-                                                           |
| 3 października 2011  | sprawuje urząd       | Bjarne Corydon (Socialdemokraterne)                             | 1973-                                                           |